# Callum Paterson
Callum Thomas Owen Paterson (Londres, Inglaterra, Reino Unido, 13 de octubre de 1994) es un futbolista escocés. Juega como delantero y su equipo es el Milton Keynes Dons F. C. de la League Two de Inglaterra.

## Clubes
| Club                      | País       | Año       |
| ------------------------- | ---------- | --------- |
| Heart of Midlothian F. C. | Escocia    | 2012-2017 |
| Cardiff City F. C.        | Gales      | 2017-2020 |
| Sheffield Wednesday F. C. | Inglaterra | 2020-2025 |
| Milton Keynes Dons F. C.  | Inglaterra | 2025-     |